# یو. اس. سلولر
یو.اس. سلولر، (به انگلیسی: U.S. Cellular) شرکت مخابرات آمریکایی است، که هم‌اکنون پس از شرکت‌های ورایزون، ای تی اند تی، تی-موبایل و اسپرینت نکستل به‌عنوان پنجمین ارائه کننده خدمات تلفن همراه و ارتباطات سیار در آمریکا، شناخته می‌شود.
شرکت یو.اس. سلولر در سال ۱۹۸۳ به‌عنوان شرکت تابعه کمپانی تلفن اند دیتا سیستمز راه‌اندازی شد، که امروزه کماکان ۸۴٪ درصد از سهام یو اس سلولر را در اختیار دارد.
شمار مشترکین یو.اس. سلولر در سال ۲۰۱۳ بالغ بر ۴٫۳ میلیون نفر اعلام شد و هم‌اکنون شبکه تلفن همراه این شرکت ۲۶ ایالت را تحت پوشش قرار می‌دهد. دفتر مرکزی این شرکت در شهر شیکاگو، ایلی‌نوی قرار دارد و سهام آن در بازار بورس نیویورک معامله می‌شود.